# Scorrimento veloce Palermo-Agrigento
Per scorrimento veloce Palermo-Agrigento si intende l'asse stradale che collega i capoluoghi siciliani di Palermo e Agrigento passando per Lercara Friddi e per la valle del Platani. Lo scorrimento veloce non ha una classificazione ufficiale in quanto tale, ed è costituito da due strade statali:
- parte della strada statale 121 Catanese, dall'intersezione con la A19, presso l'uscita di Villabate, fino al bivio Manganaro, presso Vicari;
- l'intera tratta della strada statale 189 della Valle del Platani, dal bivio Manganaro fino ad Agrigento.

Le due arterie sono collegate senza soluzione di continuità in corrispondenza del bivio Manganaro, costituendo effettivamente un unico asse stradale.
Pur essendo detta a scorrimento veloce, la strada presenta molte intersezioni a raso e altre caratteristiche che la rendono inadeguata per un traffico intenso e veloce; per questo motivo si è spesso parlato della necessità di un ammodernamento.
I lavori per l'ammodernamento del tratto compreso tra Bolognetta e il bivio Manganaro, sulla SS 121, sono iniziati il 28 giugno 2013; la fine dei lavori, prevista inizialmente per il 2016 e poi rimandata per la crisi della CMC Ravenna, al mese di agosto 2019 ha visto il raggiungimento di un accordo per sbloccare l'opera. 
Attualmente (maggio 2025), solo 8 km della tratta (su un totale di 30 km circa) sono stati completati.
Il tratto di strada interessato si presenterà come superstrada in parte a due corsie e in parte a quattro corsie.

## Stato avanzamento lavori
A dicembre 2019, CMC raggiunge l'accordo per la cessione a due imprese per subentrare nei lavori per il raddoppio.
A giugno 2021, il viceministro delle Infrastrutture Giancarlo Cancelleri dichiara che entro fine 2021 verrà aperta l'intera tratta tra Manganaro e Bolognetta. Al contempo, l'assessore regionale Falcone annuncia per tale opera lo stanziamento di fondi per 10 milioni di euro.
A ottobre 2021 alcune sigle sindacali segnalano la presenza di numerose difficoltà per il completamento dell'opera ipotizzando con molta probabilità l'ennesimo slittamento.
A febbraio 2022 la Regione impone un ultimatum di 2 mesi all'ANAS affinché i lavori possano giungere a una svolta, in particolare nel ripristino del viadotto Scorciavacche crollato nel 2014 richiedendo, in caso contrario, la rescissione del contratto.
A marzo 2022, il sottosegretario alle Infrastrutture Giancarlo Cancelleri conferma che gli ultimi due semafori verranno rimossi entro l'estate e verrà completata almeno una carreggiata le entro la fine dell'anno.
Ad aprile 2023 il Presidente della Regione Siciliana in carica Schifani lancia un ultimatum chiedendo il completamento dell'opera entro fine 2024, avviata ormai da oltre 10 anni.
A settembre 2024 vengono riaperti 8 km tra Bolognetta e Manganaro.
Il termine dei lavori è previsto per luglio 2026.